# Karen Knútsdóttir
Karen Knútsdóttir (* 4. Februar 1990 in Reykjavík, Island) ist eine isländische Handballspielerin.
Karen Knútsdóttir begann mit sechs Jahren das Handballspielen bei Fram Reykjavík, mit deren Damenmannschaft sie später in der höchsten isländischen Spielklasse spielte. Im Sommer 2011 wechselte die Rückraumspielerin zum deutschen Bundesligisten HSG Blomberg-Lippe. Nach zwei Jahren in Blomberg wechselte sie zum dänischen Erstligisten SønderjyskE. Ab dem Sommer 2014 lief sie für den französischen Verein OGC Nizza auf. 2017 kehrte sie zu Fram Reykjavík zurück. Mit Fram gewann sie 2018 die isländische Meisterschaft. Im Jahr 2020 pausierte sie schwangerschaftsbedingt. Im Jahr 2022 gewann sie einen weiteren Meistertitel mit Fram. Anschließend wurde sie erneut schwanger.
Karen Knútsdóttir bestritt bisher 106 Länderspiele für Island, in denen sie 371 Treffer erzielte. Mit der isländischen Nationalmannschaft qualifizierte sie sich im Jahr 2010 erstmals für die Europameisterschaften.